# عبدل أباد (بشاريات الغربي)
عبدل أباد (بالفارسية: عبدل‌آباد) هي قرية تقع في إيران في قسم بشاریات الغربي الریفي. يقدر عدد سكانها بـ 1,307 نسمة .